# 室蘭市立高砂小学校
室蘭市立高砂小学校（むろらんしりつ たかさごしょうがっこう）は、北海道室蘭市高砂町にあった公立小学校。略称は高小（たかしょう）。

## 概要
知利別小学校からの分離により1950年に開校し、小中学校適正配置計画により2020年を以って閉校した小学校である。閉校後、校舎は解体された。

## 沿革
1950年、室蘭市宮の森町の室蘭市立塵別小学校（のちの知利別小学校）から分離する形で開校したのが起源となる。開校にあわせて校舎を建設していたが、当時は第二次世界大戦後の混乱期であったことから建設資材の調達に遅れが生じ、開校までに間に合わなかった。そのため、同年6月28日に落成するまでは塵別小学校の校舎を間借りして授業を行った。

### 年表
- 1950年（昭和25年）
  - 4月1日 - 塵別小学校の校舎を間借りして開校[3]。
  - 6月28日 - 元鷲別鉄道練成所に校舎を落成し、移転[3][5]。
- 1952年（昭和27年）4月19日 - 校舎を増築[3]。
- 1953年（昭和28年）9月28日 - 北海道教育委員会より健康優良学校として表彰（以後3回連続受賞[3]）[6]。
- 1954年（昭和29年）
  - 4月 - 教室不足により2部授業を開始[6]。
  - 7月29日 - 1教室を増設し2部授業を解消[6]。
- 1955年（昭和30年）
  - 4月 - 再度2部授業を開始[6]。
  - 9月30日 - 1教室を増設し2部授業を解消[6]。
- 1957年（昭和32年）
  - 4月 - 教室不足により屋内運動場内に仮教室を設置。2部授業を開始[6]。
  - 6月17日 - 1教室を増設し2部授業を解消[6]。
- 1960年（昭和35年） - 校舎（1棟[5]）を落成[7]。
- 1964年（昭和39年）
  - 3月31日 - 屋内体育館を落成[3]。
  - 6月28日 - 校舎落成式を挙行[3]。
- 1967年（昭和42年）4月1日 - 東明小学校開校に伴い、学区が変更[1]。
- 1968年（昭和43年）4月1日 - 塵別小学校の一部学区を編入[1]。
- 1970年（昭和45年）
  - 2月6日 - 旧校舎が焼失（369 m2分）[3]。
  - 校舎（2棟[5]）を落成[7]。
- 1987年（昭和62年） - 体育館を落成[7]。
- 2003年（平成15年）4月1日 - 学区の一部を海陽小学校区に移行[1]。
- 2020年（令和2年）
  - 2月8日 - 閉校式を挙行[4]。
  - 3月31日 - 閉校[4]。

## 施設概要
主な施設を掲載。
- 校舎（4,650 m2[1]）
  - 管理・教室棟（1,985 m2） - 1960年落成の鉄筋コンクリート造2階建てで、通称：1棟[7][5]。
  - 管理・教室棟（2,620 m2） - 1970年落成の鉄筋コンクリート造2階建てで、通称：2棟[7][5]。
- 体育館（1,205 m2） - 1987年落成の鉄骨造2階建て[7]
- 校庭（11,852 m2[8]）

## 学区
- 室蘭市高砂町
  - 1丁目 - 3丁目

出典：

## 進学先の中学校
- 室蘭市立東明中学校（室蘭市高砂町）[9]

## アクセス

### 鉄道
- 鷲別駅（JR北海道・室蘭本線）から徒歩で約7分

### バス
- 「JRアパート前」バス停から徒歩で約4分

## 周辺
- 緑ケ丘公園
- 室蘭信用金庫高砂支店